# Jabes Saralegui
Jabes Esteban Saralegui (General Ramírez, 12 de abril de 2003) es un futbolista argentino que se desempeña como centrocampista en el Club Atlético Tigre de la Primera División de Argentina.

## Biografía
Saralegui nació el 12 de abril de 2003 en General Ramírez, Provincia de Entre Ríos. Su nombre, Jabes, proviene del personaje bíblico hebreo del mismo nombre mencionado en I Crónicas.
Saralegui estudió en el Colegio N.º 129 «Jesús de Nazareth» de General Ramírez, institución de la cual su abuela fue una de las fundadoras.

## Trayectoria

### Inicios
Saralegui comenzó su carrera a los seis años en el Club Atlético y Deportivo Roma de su ciudad natal, antes de fichar por el Club Atlético Unión de la ciudad de Crespo en 2014.
Posteriormente jugaría en las divisiones inferiores de Racing Club y competiría en algunos torneos, para luego recibir una oferta de la Asociación Atlética Argentinos Juniors, que su padre rechazó. Tiempo después, haría pruebas para incorporarse a las inferiores del Club Atlético River Plate, pero el club se negó a hacerse cargo de las pensiones de Saralegui, por lo que el fichaje no se concretó.

### C. A. Boca Juniors
En 2016 se integró a las divisiones inferiores del Club Atlético Boca Juniors, sin embargo, no pudo fichar con el club ya que en ese momento el libro de fichajes del club estaba cerrado. Pese a ello, el club lo invitó a algunos partidos amistosos, y meses después, tras disputar un torneo en Esquel, Provincia de Chubut, Saralegui se incorporó a la cantera del club a los 13 años.
Durante la Copa Proyección de 2023 fue el máximo goleador del equipo, anotando tres goles en nueve partidos. El 9 de septiembre, jugó 73 minutos como titular en la Copa Intercontinental Sub-20 de ese año en la victoria por 4-1 en la tanda de penaltis tras haber empatado 1-1 ante el AZ Alkmaar, siendo sustituido por Román Rodríguez. Saralegui debutó como titular en el primer equipo ante el Racing Club en la cuarta edición de la Copa de la Liga Profesional el 24 de octubre, en una derrota por 2-1 en el estadio Presidente Perón. Cuatro días después, el 28 de octubre, disputaría su primer partido como local en el estadio Alberto J. Armando ante el Club Estudiantes de La Plata. En el minuto 60 fue sustituido por Valentín Barco y el partido acabó empatado 0-0.
Jugaría su primer partido en un torneo internacional con el primer equipo el 4 de abril de 2024 en el empate 0-0 contra el Club Atlético Nacional Potosí de Bolivia en el primer partido de la fase de grupos de la edición de la Copa Sudamericana de ese año. Participó del encuentro como titular y recibiría su primera tarjeta amarilla con el equipo en el minuto 18 al cometer una falta sobre Edisson Restrepo, posteriormente sería reemplazado en el minuto 79 por Jorman Campuzano.

## Estadísticas

### Clubes
Actualizado de acuerdo al último partido el 15 de agosto de 2025.
| Club | Div.                | Temporada           | Liga  | Liga  | Liga   | Copas Nacionales(1) | Copas Nacionales(1) | Copas Nacionales(1) | Torneos Internacionales(2) | Torneos Internacionales(2) | Torneos Internacionales(2) | Total | Total | Total  | Media goleadora(3) |
| Club | Div.                | Temporada           | Part. | Goles | Asist. | Part.               | Goles               | Asist.              | Part.                      | Goles                      | Asist.                     | Part. | Goles | Asist. | Media goleadora(3) |
| --- | ------------------- | ------------------- | ----- | ----- | ------ | ------------------- | ------------------- | ------------------- | -------------------------- | -------------------------- | -------------------------- | ----- | ----- | ------ | ------------------ |
| C. A. Boca Juniors Argentina | 1.ª                 | 2023                | —     | —     | —      | 4                   | 0                   | 0                   | —                          | —                          | —                          | 4     | 0     | 0      | 0                  |
| C. A. Boca Juniors Argentina | 1.ª                 | 2024                | 15    | 1     | 0      | 15                  | 0                   | 0                   | 8                          | 0                          | 1                          | 38    | 1     | 1      | 0.03               |
| C. A. Boca Juniors Argentina | Total club          | Total club          | 15    | 1     | 0      | 19                  | 0                   | 0                   | 8                          | 0                          | 1                          | 42    | 1     | 1      | 0.03               |
| Tigre 🇦🇷 Argentina | 1.ª                 | 2025                | 20    | 2     | 3      | 2                   | 0                   | 1                   | 0                          | 0                          | 0                          | 22    | 2     | 4      | 0.03               |
| Tigre 🇦🇷 Argentina | Total club          | Total club          | 20    | 2     | 3      | 2                   | 0                   | 1                   | 0                          | 0                          | 0                          | 22    | 2     | 4      | 0.03               |
| Total en su carrera | Total en su carrera | Total en su carrera | 35    | 3     | 3      | 21                  | 0                   | 1                   | 8                          | 0                          | 1                          | 64    | 3     | 5      | 0.03               |
| (1) Incluye datos de la Copa Argentina, Copa de la Liga Profesional y Supercopa Argentina.(2) Incluye datos de la Copa Sudamericana.(3) No incluye goles en partidos amistosos. |                     |                     |       |       |        |                     |                     |                     |                            |                            |                            |       |       |        |                    |

## Palmarés

### Campeonatos internacionales
| Título                       | Equipo                    | País      | Año  |
| ---------------------------- | ------------------------- | --------- | ---- |
| Copa Intercontinental Sub-20 | C. A. Boca Juniors Sub-20 | Argentina | 2023 |